# Tyska kolonialsällskapet
Tyska kolonialsällskapet, tyska Deutsche Kolonialgesellschaft (DKG) var en tysk intresseorganisation för de tyska och senare före detta tyska kolonierna. Deutsche Kolonialgesellschaft grundades 19 december 1887 i Berlin genom sammanslagningen av Deutscher Kolonialverein och Gesellschaft für Deutsche Kolonisation.
Sällskapet var inflytelserikt i det tyska kejsarriket. I ledningen återfanns personer som Hermann Fürst zu Hohenlohe-Langenburg och Carl Peters samt riksdagsledamöter. Vid grundandet hade man 15 000 medlemmar och 1914 hade antalet medlemmar stigit till 42 000. Orgnaisationen samlade personer från alla politiska läger. Det främsta målet var att propagera för en expansiv kolonialpolitik och man samarbetade nära Alldeutscher Verband. 
1916 började man prata om skapandet av ett tyskt kolonialrike i Afrika, Deutsch-Mittelafrika, och även om annekteringar i Östasien. Efter att Tyskland förlorat sina kolonier 1918 propagerade man för att de skulle återfås. Detta förde organisationen nära nazistpartiet NSDAP som man började samarbeta med. Efter maktövertagandet blev DKG en del av Reichskolonialbund, som i sin tur upplöstes 1943.